# Chadi Riad
Chadi Riad Dnanou (en árabe: شَادِي رِيَاض دنانو, Palma de Mallorca, 17 de junio de 2003) es un futbolista marroquí que juega como defensa para el Crystal Palace F. C. de la Premier League de Inglaterra.

## Trayectoria
Nacido en Palma de Mallorca, Islas Baleares de padres marroquíes, Riad representó al C. D. Atlético Rafal, al R. C. D. Mallorca (dos temporadas) y al C. D. San Francisco antes de llegar a un acuerdo por tres años con el F. C. Barcelona en febrero de 2019, efectivo a partir de julio. En 2020 se trasladó al Juvenil "A" del C. E. Sabadell para volver al año siguiente al F. C. Barcelona.
Riad debutó con el primer equipo del Sabadell el 16 de diciembre de 2020, con una victoria a domicilio por 2-0 contra el C. D. Ibiza Islas Pitiusas en la Copa del Rey. Su debut en Segunda División se produjo el 11 de enero del año siguiente, cuando entró como suplente de Aleix Coch en el empate a uno en casa contra el C. D. Lugo.
El 8 de noviembre de 2022 se estrenó con el primer equipo del F. C. Barcelona jugando los últimos minutos de un partido de la Primera División ante C. A. Osasuna. Con el filial consiguió tres goles en los 37 encuentros que disputó.
El 27 de julio de 2023 se hizo oficial su cesión, con opción de compra, por una temporada al Real Betis Balompié. Durante la misma disputó un total de 30 encuentros y fue adquirido en propiedad, aunque posteriormente fue traspasado al Crystal Palace F. C.

## Selección nacional
El 11 de enero de 2024 hizo su debut con la selección de Marruecos en un amistoso ante Sierra Leona que servía de preparación para la Copa Africana de Naciones 2023, torneo para el que fue convocado. Cinco meses después marcó su primer gol como internacional, el tercero de los seis que le marcaron a Congo en un encuentro de clasificación para el Mundial 2026.

## Estadísticas

### Clubes
Actualizado al último partido disputado el 12 de enero de 2025.
| Club                             | Div.          | Temporada     | Liga  | Liga  | Copas nacionales | Copas nacionales | Copas internacionales | Copas internacionales | Total | Total |
| Club                             | Div.          | Temporada     | Part. | Goles | Part.            | Goles            | Part.                 | Goles                 | Part. | Goles |
| -------------------------------- | ------------- | ------------- | ----- | ----- | ---------------- | ---------------- | --------------------- | --------------------- | ----- | ----- |
| C. E. Sabadell F. C. · España    | 2.ª           | 2020-21       | 1     | 0     | 1                | 0                | ―                     | ―                     | 2     | 0     |
| C. E. Sabadell F. C. · España    | Total club    | Total club    | 1     | 0     | 1                | 0                | 0                     | 0                     | 2     | 0     |
| F. C. Barcelona Atlètic · España | 1.ª F         | 2022-23       | 37    | 3     | ―                | ―                | ―                     | ―                     | 37    | 3     |
| F. C. Barcelona Atlètic · España | Total club    | Total club    | 37    | 3     | 0                | 0                | 0                     | 0                     | 37    | 3     |
| F. C. Barcelona · España         | 1.ª           | 2022-23       | 1     | 0     | 0                | 0                | 0                     | 0                     | 1     | 0     |
| F. C. Barcelona · España         | Total club    | Total club    | 1     | 0     | 0                | 0                | 0                     | 0                     | 1     | 0     |
| Real Betis Balompié · España     | 1.ª           | 2023-24       | 26    | 0     | 2                | 0                | 2                     | 0                     | 30    | 0     |
| Real Betis Balompié · España     | Total club    | Total club    | 26    | 0     | 2                | 0                | 2                     | 0                     | 30    | 0     |
| Crystal Palace F. C. Inglaterra  | 1.ª           | 2024-25       | 1     | 0     | 2                | 0                | ―                     | ―                     | 3     | 0     |
| Crystal Palace F. C. Inglaterra  | Total club    | Total club    | 1     | 0     | 2                | 0                | 0                     | 0                     | 3     | 0     |
| Total carrera                    | Total carrera | Total carrera | 66    | 3     | 5                | 0                | 2                     | 0                     | 73    | 3     |

## Palmarés

### Títulos nacionales
| Título                     | Club                 | País       | Año     |
| -------------------------- | -------------------- | ---------- | ------- |
| Primera División de España | F. C. Barcelona      | España     | 2022-23 |
| FA Cup                     | Crystal Palace F. C. | Inglaterra | 2024-25 |

### Títulos internacionales
| Título                           | Club                                    | País      | Año  |
| -------------------------------- | --------------------------------------- | --------- | ---- |
| Copa Africana de Naciones Sub-23 | Selección de fútbol sub-23 de Marruecos | Marruecos | 2023 |